# مورچک
مورچک یک روستا در ایران است که در دهستان باقران واقع شده‌است. مورچک ۱۸ نفر جمعیت دارد.